# Slag bij Mukden

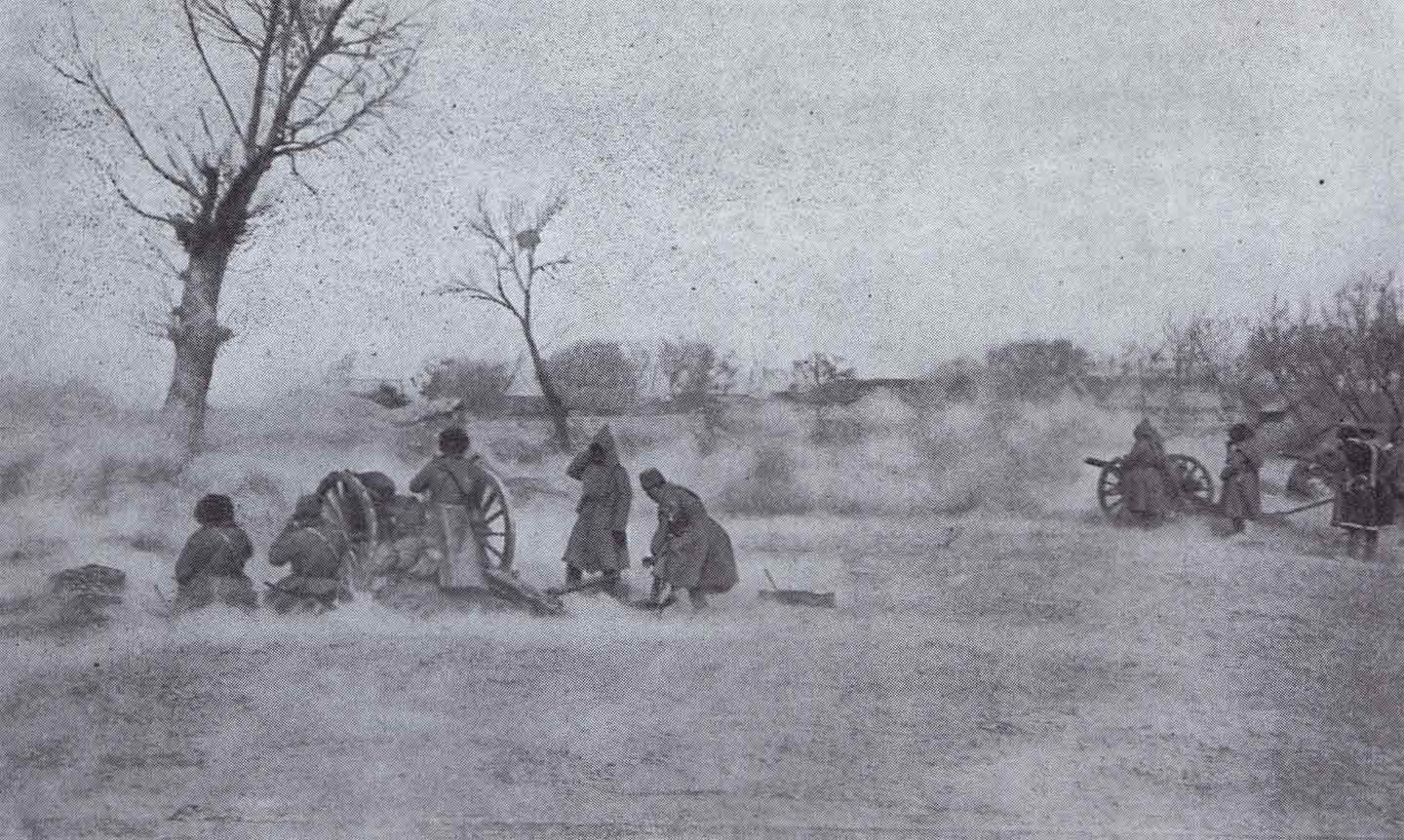
Russische veldartillerie

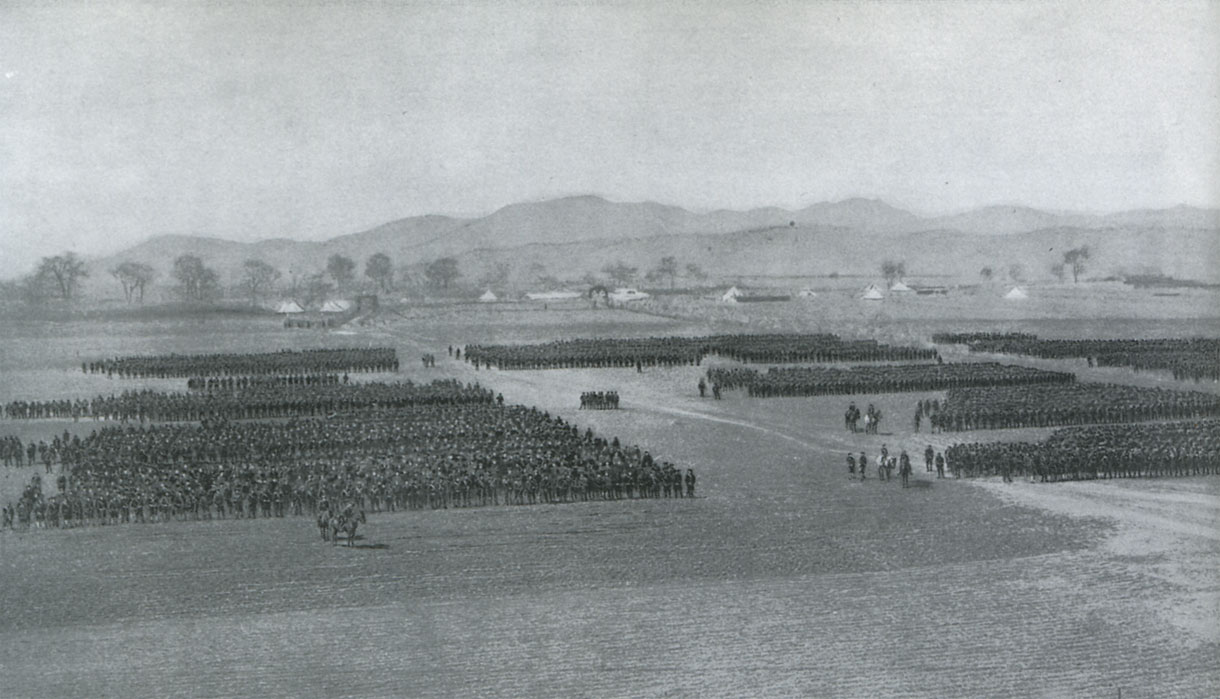
Japanse divisie

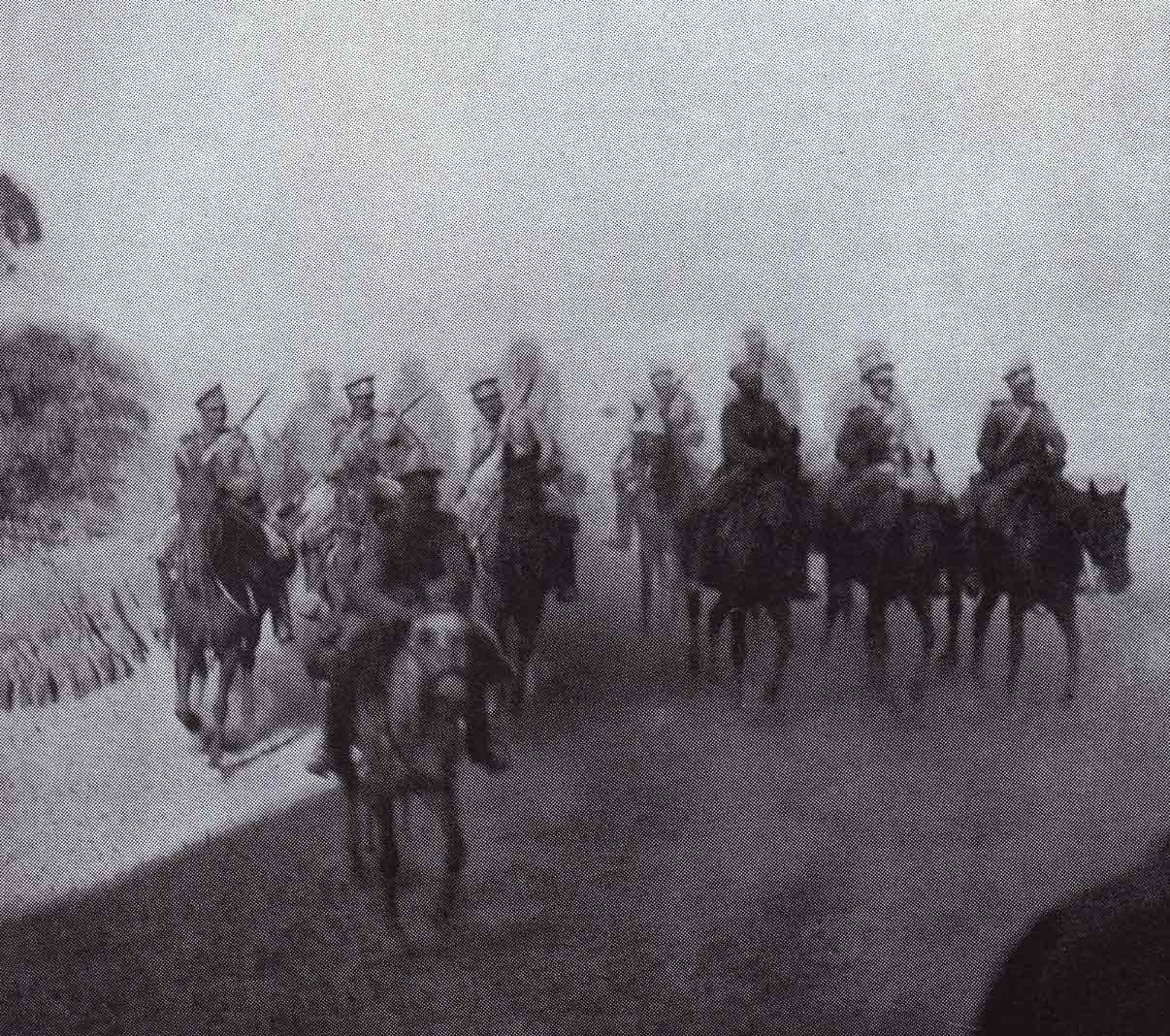
Russische cavalerie

De Slag bij Mukden (Japans: 奉天会戦, Hōten kaisen) was de beslissende, grote veldslag van de Russisch-Japanse Oorlog van 20 februari tot 10 maart 1905 nabij Mukden in Mantsjoerije.
330.000 Russen vochten onder generaal Aleksej Koeropatkin tegen 270.000 Japanners onder veldmaarschalk prins Oyama Iwao. Het was een van de grootste veldslagen voor de Eerste Wereldoorlog.

## Achtergrond
Na de slag bij Liaoyang van 24 augustus tot 4 september 1904 trokken de Russen zich terug naar de rivier Sha ten zuiden van Mukden om zich te hergroeperen. Van 5 oktober 1904 tot 17 oktober 1904 in de slag bij Shaho probeerden de Russen tevergeefs om de Japanse opmars te stuiten met een tegenaanval.
Ook een tweede Russisch tegenoffensief, de slag bij Sandepu van 25 tot 29 januari 1905 kon de Japanners niet stoppen.
De inname van de strategisch belangrijke marinehaven Port Arthur door Nogi Maresuke maakte ook het Japanse Derde Leger vrij, dat naar het noorden oprukte in de richting van Mukden.
De zware verliezen, het koude weer en de naderende Baltische Vloot dwongen maarschalk Oyama om een beslissende overwinning na te streven.

## Slagorde
De Russische verdediging ten zuiden van Mukden strekte zich uit over 90 km. Op de rechterflank, in vlak terrein lag het 2e Leger van Mantsjoerije onder baron Alexander Kaulbars. In het midden, bij de spoorweg en de hoofdweg lag het 3e Leger van Mantsjoerije onder generaal Alexander von Bilderling. In de heuvels op de oostelijke flank lag het 1e Leger van Mantsjoerije onder generaal Nikolai Linevitsj met twee derden van de Russische cavalerie onder generaal Paul von Rennenkampf.
Het 1e Leger (Japan) onder generaal Kuroki Tamemoto en het 4e Leger (Japan) onder generaal Nozu Michitsura rukten ten oosten van de spoorweg op. Het 2e Leger (Japan) onder generaal Oku Yasukata marcheerde naar het westen. Het 3e Leger (Japan) van generaal Nogi lag verborgen achter het 2e Leger. Het nieuw opgerichte 5e Leger (Japan) onder generaal Kageaki Kawamura voerde een aanval uit op de oostelijke flank.

## De slag
Generaal Koeropatkin verwachtte een aanval uit de oostelijke heuvels, omdat de Japanners eerder hadden uitgeblonken in heuvelachtig terrein.
De slag begon met een aanval van het 5e Leger (Japan) op de linkerflank op 20 februari. Op 27 februari viel het 4e Leger (Japan) aan op de rechterflank, terwijl de andere legers in het midden aanvielen. Het 3e Leger (Japan) trok in een wijde boog ten noordwesten van Mukden.
Tegen 1 maart 1905 zaten de fronten vast. De Japanners hadden terrein gewonnen, maar onder zware verliezen. Op 7 maart trok generaal Koeropatkin troepen weg uit het oosten om de beweging van het 3e Leger (Japan) naar het westen te beantwoorden. Dit verliep in verwarring, waarna Koeropatkin zijn troepen naar het noorden terugtrok.
Veldmaarschalk Oyama greep zijn kans en gaf bevel tot achtervolging. De rivier Hun was nog bevroren, zodat de Japanners erover konden om de linkerflank onder generaal-majoor Michail Aleksejev aan te vallen. De Japanners kwamen wel onder hevig artillerievuur van generaal Paul von Rennenkampf te liggen. De Japanners konden de Russen toch volledig omsingelen.
Koeropatkin gaf op 9 maart om 18u45 bevel tot terugtocht. De Russen vluchtten in paniek naar Tieling, dat ze in brand staken en zo naar de grens tussen China en Rusland.
Op 10 maart om 10u00 bezetten de Japanners Mukden.

## Besluit
De Russen verloren 90.000 man.
De Japanners verloren 75.000 man en maakten 500 kanonnen buit.
De Russen waren voorgoed uit Mantsjoerije verdreven.

## Trivia
In de roman van Louis Couperus Van oude menschen, de dingen, die voorbij gaan... gaat Elly via St Petersburg naar Moekden om het Rode Kruis bij te staan. Het boek is voltooid in december 1904, dus nog voor de eigenlijke slag bij Mukden, maar wellicht is haar reis ingegeven door de eerdere Slag bij Liaoyang (augustus-septemer 1904).  